# Облава на торговцев наркотиками
«Облава на торговцев наркотиками» (фр. Razzia sur la chnouf) — фильм режиссёра Анри Декуэна. Детективная драма, снятая во Франции в 1955 году по новелле Огюста Ле Бретона.

## Сюжет
Французский синдикат торговцев наркотиками для расширения своего влияния нанимает Анри Ферре, «человека из Нанта» (Габен), много лет назад уехавшего в США и снискавшего там неоспоримый авторитет в этом деле. Он должен оптимизировать работу всей цепочки посредников, выявить и уничтожить предателей, исключить случаи «недовеса» и употребления самими уличными торговцами своего же преступного товара. Кроме того, сбыт зелья всё более осложняют полицейские, устраивающие частые, хотя и малорезультативные облавы. Для работы «Человека из Нанта» наделяют безграничными полномочиями и организуют ему легальную витрину: ресторан-бар «Le Troquet». В импозантного хозяина влюбляется Лизетта, кассир заведения. Анри Ферре отвечает ей взаимностью. Бо́льшую же часть времени он проводит в инспекторских проверках действия сети распространителей: через сигаретные автоматы в метро, через цветочниц в кафе, барменов полулегальных забегаловок. Низовые распространители охотно жалуются на притеснения со стороны торговцев среднего звена, называя всё больше и больше имён. Те же, в свою очередь, подавленные харизмой и авторитетом Ферре, делятся с ним информацией об источниках оптовых поставок. В финале картины становится очевидным, что «Человек из Нанта» — высокопоставленный офицер полиции, давно внедрённый в преступную среду. Благодаря полученным им сведениям, полиция производит облаву и арестовывает всех участников цепочки сбыта наркотиков, включая её руководителя.

## В ролях
- Жан Габен — Анри Ферре, «человек из Нанта»
- Марсель Далио — Поль Лиски, глава сети по распространению наркотиков
- Лино Вентура — «Каталонец»
- Альбер Реми — Биби, подручный «Каталонца»
- Магали Ноэль — Лизетта, кассир в ресторане
- Лиля Кедрова — Лия, наркоманка
- Поль Франкёр — комиссар Фернан, начальник отдела полиции по борьбе с наркотиками, старый знакомый Анри Ферре
- Пьер-Луи — инспектор Леро

## Художественные особенности и критика
По мнению обозревателя The New York Times, создатели фильма сумели не только не романтизировать преступный мир. Они постоянно подчёркивали негативные аспекты наркотического опьянения, одинаково унижающего человеческое достоинство и в модных ресторанах, и в забегаловках «чёрных» кварталов. Как наркоманы, так и торговцы смертью с точки зрения режиссёра и сценариста далеки от добродетели и не заслуживают малейшего оправдания. Мощный же и лаконичный Габен, скупой на слова, но решительный в действии, добавляет ещё один персонаж в галерею образов, благодаря которым он известен и популярен. Лента стала второй после картины «Не тронь добычу», ознаменовавшей возвращение актёра после нескольких лет забвения на «кинематографический олимп».
Очень высоко оценён полудокументальный стиль операторской работы. Фильм, названный французским нуаром, настолько реалистичен, что отражённый им мир «пахнет мочой и кровью».